# Mnémothérapie
La mnémothérapie est une approche thérapeutique des symptômes de la maladie d'Alzheimer qui affirme « éveiller et faire s'épanouir de façon reproductible la reviviscence des mémoires rétrogrades par stimulation sensorielle indicée ». Cette approche se situe dans le domaine des pratiques non conventionnelles.

## Origine
Étymologiquement « mnémothérapie » vient de deux mots grecs : Mnêmosia, « mémoire » et de Therapévô « servir, prendre soin, traiter ».
Elle viserait l'amélioration immédiate et durable de l'apathie, la tristesse, les syndromes dépressifs, l'anxiété et les troubles du comportement. Elle affirme permettre la réactivation des mécanismes intellectuels et émotionnels de la personne atteinte de la maladie d'Alzheimer et donc de son goût de vivre. Elle actionnerait non pas le rappel d'un souvenir mais le surgissement d'un épisode auto-biographique qui est revécu au présent et en acteur dans toute sa richesse de détails et d'émotions. 

## Mnémothérapie musicale
Elle privilégie le stimulus musical permettant la reproduction à l'identique de l'empreinte mémorielle initiale et favorise la mobilisation de la mémoire par l'émotion suscitée. Toutes les sensorialités peuvent être utilisées, le choix de la mnémothérapie musicale a été faite pour trois raisons principales :
- l'enregistrement musical que l'on fait écouter est strictement identique  à l'empreinte synaptique neuronale qui a été constituée initialement. Cette reproduction à l'identique permet d'éviter une recherche analogique de l'hippocampe qui n'est plus  possible chez la personne Alzheimer ;
- l'utilisation de ces enregistrements notamment numériques est facile, rapide, fiable et surtout reproductible à volonté ;
- la musique est le langage de l'émotion, et l'émotion favorise la mobilisation de la mémoire.

## Approche médicale
Les principes de la mnémothérapie se déduisent des caractéristiques cliniques de la maladie d'Alzheimer. La maladie d'Alzheimer se caractérise cliniquement, dès le début et pour longtemps, par la perte de la mémoire consciente des faits récents qui ne sont plus encodés et stockés par l'hippocampe. C'est l'amnésie antérograde. Tout se passe comme si le patient ne pouvait plus prendre appui sur un passé récent qui se dérobe pour se projeter vers un avenir qui le motiverait. Plus de passé, plus d'avenir, plus de projets, plus de motivation, plus d'émotions : c'est l'apathie.
La conscience est présente mais semble vide. L'arrêt de l'encodage-stockage agit comme un arrêt sur image. Le flux spontané et continu de la pensée semble en panne. Amnésie antérograde, apathie et vacuité de la conscience se conjuguent pour désespérer l'entourage et les personnes atteintes de la maladie d'Alzheimer.
Peu à peu chacun s'enfonce dans le renoncement pour les uns et dans l'isolement mortifère pour les autres. Et pourtant l'immense mise en mémoire des épisodes autobiographiques anciens persiste : c'est la mémoire rétrograde. Malheureusement, ces souvenirs anciens sont difficilement accessibles à un rappel libre et volontaire du fait de la lésion des hippocampes.
Toute remémoration volontaire du passé aboutit rapidement à un sentiment d'échec et à sa conscience douloureuse : c'est l'échec du rappel direct (volontaire).
C'est donc à un mécanisme de rappel indirect (involontaire) qu'il faut faire appel pour mobiliser cette mémoire des faits anciens. Il faut faire intervenir un stimulus connu, imprévu, indicé, c'est-à-dire connecté à un réseau mémoriel épisodique dont il est constitutif (empreinte neuronale).
Le choc de l'imprévu, joue le rôle de déclencheur. Le stimulus  s'il est connu et connecté (indicé ou indiçant) peut alors activer et réveiller le réseau mémoriel épisodique auquel il était connecté : c'est le mécanisme du rappel indicé.
La nature de ce stimulus peut être sémantique ou sensorielle. Chacun des cinq sens peut être utilisé comme stimulus déclencheur.
La mnémothérapie tire profit d'une complémentarité clinique :
- la reviviscence crée les conditions de la joie ;
- la maladie d'Alzheimer crée les conditions de la reproductibilité de l'imprévu du fait de l'amnésie des faits récents ;
- à chaque séance : même imprévu, même joie, même évocation spécifique.

Chaque séance peut être quotidienne du fait justement de l'amnésie antérograde.